# Nevena Kostić
Nevena Nena Kostić (Leskovac, 1. avgust 1968 — 21. oktobar 2011) feministkinja i mirovna aktivistkinja, jedna od žena, uz Divnu Stanković, koje su učestvovale u građanskim protestima u Leskovcu 1999. godine protiv režima Slobodana Miloševića, nakon kojih je formiran Narodni parlament u tom gradu.
Nevena Kostić skupa sa Divnom Stankvić osniva Ženski centar u Leskovcu 2001. godine, a 2007. godine osniva grupu Žene za mir.
U svom aktivističkom angažamanu povezivala je ratno nasilje sa nasiljem u porodici, te je jednako bila aktivna u Mreži Žene u crnom Srbije, Mreži Prigovora savesti, kao  i u Mreži žene protiv nasilja. Takođe, bila je vrlo aktivna u promovisanju i organizovanju ideje Ženskog suda za bivšu Jugoslaviju.

## Biografija
Nevena Kostić je rođena u Leskovcu 1968. godine, osnovnu i srednju školu je završila u rodnom gradu. Nakon toga, odlazi u Gnjilane gde završava Višu pedagošku školu za vaspitačice, a nakon diplomiranja заpošljava se u leskovaćkom vrtiću „Vukica Mitrović“.
Po završetku rata na Kosovu 1999. godine, priključuje se eksploziji nezadovoljstva građanstva u Leksovcu i započinje aktivan politički život.

## Građanski protesti u Leskovcu 1999.
Nakon završetka rata na Kosovu, u Leskovcu, zahvaljujući tehničaru lekosvačke lokalne televizije Ivanu Novakoviću, dolazi do masovnih građanskih protesta koji su trajali nešto više od mesec dana.
Novaković je, kao tehničar televizije koja je bila pod kontrolom režima Miloševića, prekinuo program, i u  prethodno snimljenom materijalu, izrazio nezadovoljstvo aktulenom poltikom režima Slobodana Miloševića na svim nivоima vlasti, i pozvao građanstvo na proteste. To је jedinstven slučaj da se jedan režimski medij iskoristi za organizovanje anti-režimskih protesta.
Nezadovoljstvo Leskovčana i Leskovčanki izlilo se 5. jula 1999, na protestu  na kome se okupilo oko 20.000 ljudi. Nevena Kostić je jedna od građanki koja se svakodnevno, u mesec i više dana trajanja protesta, obraćala  okupljenim demonstrantima.
U Narodnom parlamentu, organizaciji koja je izrasla iz leskovačkih protesta, Nevena Kostić je bila direktorka programa organizacije, i učestvovala je u raznim kampanjama, seminarima, tribinama koji su podsticali ljude na aktivnost i pobunu protiv režima Slobodana Miloševića.

## Aktivizam nakon 2001.
Nakon demokratskih promena u Srbiji, Nevena Kostić učestvuje u organizovanju feminističke grupe Ženski centar u Leskovcu, i ostaje potpredsednica sve do 2006. godine.
Tokom 2007 godine, osniva feminističku grupu „Žene za mir“  kojoj je i prva predsednica sve do prerane smrti, a veliki doprinos, kao jedna od koordinatorki, dala je u procesu formiranja Ženskog suda za bivšu Jugoslaviju.
Učestvovala je u nizu lokalnih, regionalnih i međunarodnih konferencija i akcija, uvek fokusirana da sve političke fenomene uvezuje u logičnu celinu, i kroz prizmu svakodnevice ljudi, posebno žena.
„Žene za mir imaju dva cilja koji se prepliću - to je mirovni aktivizam i želja za širom društvenom promenom. Ono što radimo na lokalnom nivou jeste podrška ženama žrtvama muškog nasilja. Ne mislimo da se negde razlikuju ta dva programa, slični su. Vrlo često odnosi u društvu se oslikavaju kroz porodicu, tako da je nasilje dominantno u našem društvu.“ (Nevena Kostić)
„Kao aktivistkinja, Koaliciju REKOM vidim kao perspektivu otvaranja nove stranice istorije i mogućnost jačanja veza među ženskim grupama, jer će ukoliko postignemo postavljene ciljeve, zločinci i njihova dela postati vidljiva, a očekujem i procesuirana.“ (Nevena Kostić)

## Spoljašnje veze
- Nevena Kostić
- Žene za mir Leskovac - In memoriam Nevena Kostić